# Il ricco d'un giorno
Il ricco d'un giorno è un'opera in tre atti di Antonio Salieri, su libretto di Lorenzo Da Ponte. Fu rappresentata per la prima volta 6 dicembre 1784 al Burgtheater di Vienna, ma non ebbe successo.
In tempi moderni l'opera fu ripresa nel 2004 al Teatro Salieri di Legnago.

## Trama
L'opera narra la rivalità tra due fratelli, Giacinto e Strettonio, per l'amore della bella Emilia. Finirà per prevalere Giacinto, che Emilia preferisce al gretto Strettonio.

## Discografia
- L'ouverture de Il ricco d'un giorno è compresa in Salieri: Overtures, CD pubblicato da Naxos. Direttore Michael Dittrich; orchestra della Radio Slovacca.[3]
- Due brani sono contenuti in The Salieri Album (Cecilia Bartoli con l'Orchestra of the Age of Enlightenment diretta da Ádám Fischer, Decca 475 100-2)
  - Dopo pranzo addormentata (Atto II)
  - Eccomi più che mai... Amor pietoso Amore (Atto II)